# Partit Socialdemòcrata d'Ucraïna (unit)
El Partit Socialdemòcrata d'Ucraïna (unit) (ucraïnès Соціал-демократична партія України (об'єднана)) és un partit polític d'Ucraïna. Fou creat el 1990 i des de 1998 va ser dirigit pel cap d'administració presidencial de Leonid Kutxma, Viktor Medvedtxuk, l'expresident ucraïnès Leonid Kravtxuk, i pel magnat ucraïnès Hrihori Surkis. Durant el mandat presidencial de Leonid Kutxma el partit es presentava com una força centrista, social-demòcrata i moderada que va advocar per la integració a Europa i el suport al president d'Ucraïna. El seu bastió tradicional és la Transcarpàcia i estava estretament vinculat a l'administració presidencial i les grans empreses. A les eleccions al Parlament d'Ucraïna de 2002 el SDPU (o) va obtenir el 6,2% dels vots i 24 escons.
El SDPU (o) es va oposar a la coalició la Nostra Ucraïna de Víktor Iúsxenko i el març de 2002, va culpar als elements nacionalistes vinculats a Iúsxenko de l'assassinat del vice-governador de l'óblast d'Ivano-Frankivsk, membre del partit. A les eleccions presidencials ucraïneses de 2004 va adoptar una postura molt anti-occidental i pro-russa, donant suport al candidat Víktor Ianukòvitx. Arran de la Revolució Taronja de Iúsxenko es va declarar en oposició al nou govern. Els analistes afirmen que els canals de televisió i altres mitjans de comunicació controlats pel partit (Inter, 1+1, TET) han començat una forta campanya anti-EUA i anti-OTAN en resposta a la polític prooccidental de Iúsxenko.
Ivan Rizak, el cap de la branca del partit a Transcarpàcia i governador provincial, va ser detingut el maig de 2005 i acusat d'abús d'un càrrec públic i provocar el suïcidi d'un rector de la universitat l'any anterior. El mateix mes, el partit va ser acusat d'estar involucrat en l'assassinat el 2000 de Heorgui R. Gongadze, a la revista Ukraïna moloda (14 d'abril de 2005), acusant als membres del partit d'usar el cadàver del periodista mort en una conspiració per a desacreditar el president Leonid Kutxma i forçar eleccions anticipades, que podrien haver dut a líder del partit Medvedchuk a la presidència. El SDPU(o) es va defensar afirmant que es tractava d'una campanya de persecució de les noves autoritats. Els partidaris de la Revolució Taronja afirmaven que el partit gaudia d'un estatut privilegiat en l'antic règim i que estava associat a grans empreses, crim organitzat, corrupció i parcialitat a favor de l'aleshores president Kutxma.
Tot i ser un dels partits polítics més actius amb una àmplia gamma d'activitats polítiques i d'un nombre significatiu d'estudiants i membres de la joventut, el SDPU tendeix a perdre una quantitat significativa de vots a causa de la notorietat dels seus líders per als seus negocis i pràctiques polítiques.
Abans de les eleccions al Parlament d'Ucraïna de 2006 alguns comentaristes consideraven SDPU (U) com una de les tres forces de dura línia contra Iúsxenko (els altres són el Partit de les Regions i el Partit Comunista). A les eleccions legislatives del 26 de març de 2006, el partit formà part del Bloc d'Oposició "Ne Tak" i no va poder obtenir el 3% mínim per entrar a la Verkovna Rada. Pràcticament ha desaparegut de l'escena política. Actualment, el partit està treballant en el projecte Conceptes que determinarà el seu futur. L'actual líder és Iuri Zahorodni.
El partit participarà en les eleccions presidencials ucraïneses de 2010 com a part del Bloc Electoral de Forces Polítiques de l'Esquerra i el Centre. Aquesta decisió ha fet que l'ex-president d'Ucraïna Kravchuk abandonés el partit, declararant que també estava indignat pel fet que el Consell Polític del partit va decidir la celebració a porta tancada en un ordre no democràtic. Afirmà que el bloc era com la unió artificial sense perspectives.